# Catulo Parra
Catulo Parra Garcia (Porto Alegre, 14 de dezembro de 1948) foi um ator brasileiro. No teatro atuou em dezenas de peças infantis e adultas que lhe trouxeram prêmios como melhor ator no Prêmio Tibicuera de Teatro Infantil e Prêmio Açorianos.
Em dezembro de 2013 recebeu uma homenagem na entrega dos prêmios Açorianos e Tibicuera por sua trajetória de mais de 40 anos dedicados ao teatro.
Tornou-se popularmente conhecido ao interpretar o palhaço Carambola ao longo de 40 anos, criado com o objetivo de entreter as crianças carentes da periferia de da capital gaúcha, além de animar inúmeras temporadas da Feira do Livro de Porto Alegre.

## Morte
Catulo Parra morreu aos 67 anos, na cidade de Porto Alegre e deixou quatro filhos. Ele lutava contra o Mal de Alzheimer e por alguns anos foi morador Casa do Artista Riograndense, instituição que busca atender artistas com dificuldades de manter seu sustento.

## Principais peças encenadas
| Ano  | Espetáculo                                                                                  | Direção          |
| ---- | ------------------------------------------------------------------------------------------- | ---------------- |
| 1970 | Oh, Oh. Mulatas                                                                             | Alessandra Memmo |
| 1976 | Hoje é dia de Rock                                                                          | Dilmar Messias   |
| 1979 | A Libertação do Diretor Presidente                                                          | Julio Zanotta    |
| 1980 | Pé de Pilão                                                                                 | Arines Ibias     |
| 1982 | Chapeuzinho Amarelo                                                                         | Dilmar Messias   |
| 1984 | Lendas do Sul                                                                               | Dilmar Messias   |
| 1987 | Serragem, Farinha e Farofa                                                                  | Dilmar Messias   |
| 1988 | Proezas e Virtudes do Prudente Presidente que por um Olho chorava Leite e pelo outro Azeite | Julio Zanotta    |
| 1996 | Colheita de Cinzas - 1941                                                                   | Decio Antunes    |

## Prêmios
| Ano  | Prêmio                              | Categoria   | Trabalho                           | Resultado |
| ---- | ----------------------------------- | ----------- | ---------------------------------- | --------- |
| 1979 | Prêmio Açorianos                    | Melhor Ator | A Libertação do Diretor Presidente | Venceu    |
| 1982 | Prêmio Tibicuera de Teatro Infantil | Melhor Ator | Pé de Pilão                        | Venceu    |
| 1982 | Prêmio Tibicuera de Teatro Infantil | Melhor Ator | O Chapeuzinho Amarelo              | Venceu    |